# Trofeo James Norris

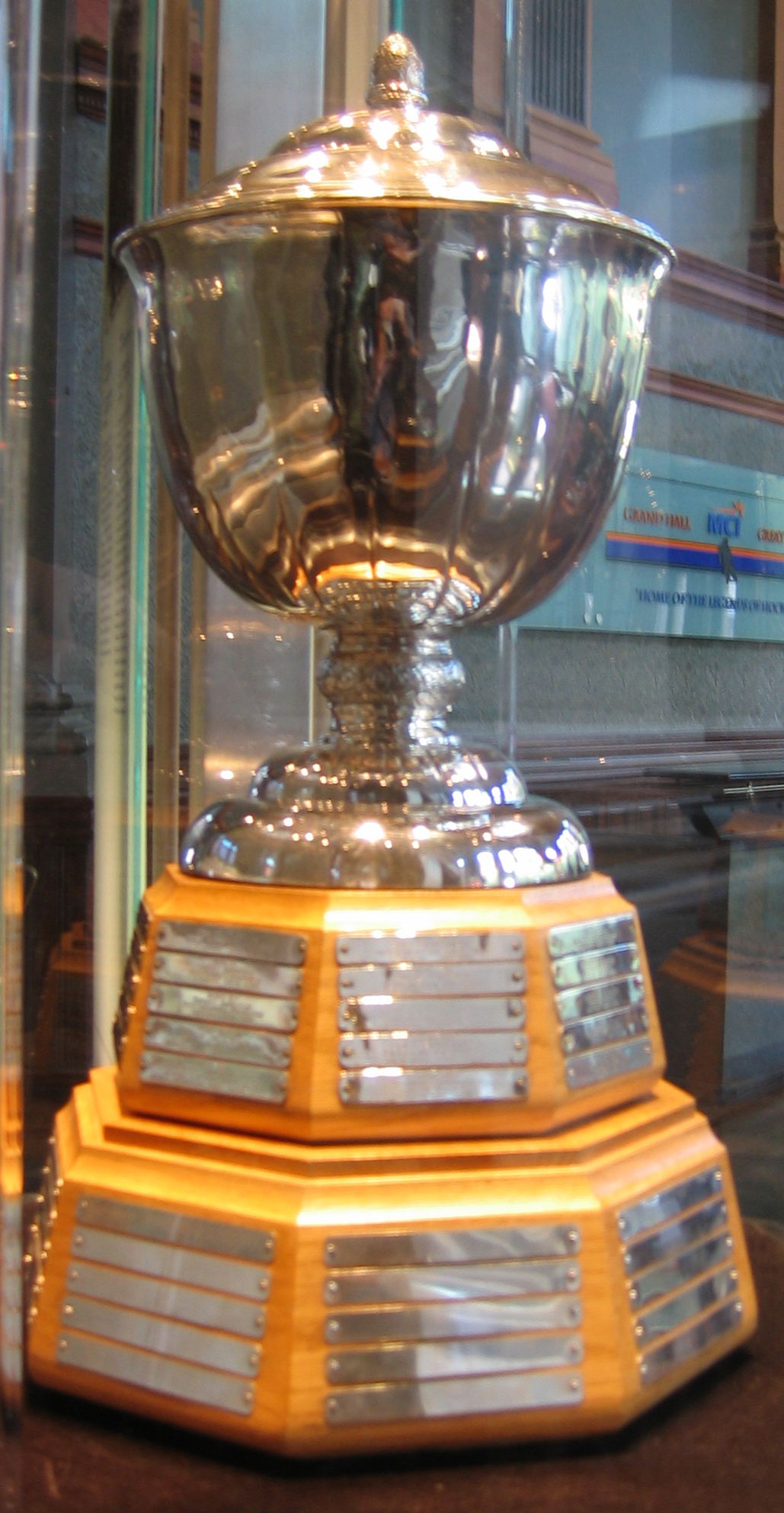
Trofeo Norris expuesto en el Salón de la Fama del Hockey.

El Trofeo Memorial James Norris (o simplemente Trofeo James Norris) es entregado anualmente por la National Hockey League al jugador que juega como defensa y que demuestre las mejores habilidades en la temporada en turno. El ganador es elegido por votación entre los miembros de la Asociación de Periodistas de Hockey Profesional.
El trofeo se denomina así en honor a James Norris Sr., propietario de los Detroit Red Wings desde 1932 hasta su muerte en 1952. Se entregó por primera vez en 1954.
El primer ganador fue Red Kelly de los Detroit Red Wings. Los jugadores con más trofeos son Bobby Orr (8), Doug Harvey (7) y Ray Bourque (5).
Actualmente, los aficionados y medios de comunicación piensan que el Trofeo Norris se está entregando a los defensas que tienen más habilidades ofensivas. Hay algunas opiniones que creen conveniente la creación de un trofeo por separado que premie a los defensas más especializados en las tareas defensivas, pero que son vitales para su equipo.

## Ganadores del trofeo James Norris
- 2021-22 - Cale Makar, Colorado Avalanche
- 2020-21 - Adam Fox, New York Rangers
- 2019-20 - Roman Josi, Nashville Predators
- 2018-19 - Mark Giordano, Calgary Flames
- 2017-18 - Victor Hedman, Tampa Bay Lightning
- 2016-17 - Brent Burns, San Jose Sharks
- 2015-16 - Drew Doughty, Los Angeles Kings
- 2014-15 - Erik Karlsson, Ottawa Senators
- 2013-14 - Duncan Keith, Chicago Blackhawks
- 2012-13 - P.K. Subban, Montreal Canadiens
- 2011-12 - Erik Karlsson, Ottawa Senators
- 2010-11 - Nicklas Lidstrom, Detroit Red Wings
- 2009-10 - Duncan Keith, Chicago Blackhawks
- 2008-09 - Zdeno Chara, Boston Bruins
- 2007-08 - Nicklas Lidstrom, Detroit Red Wings
- 2006-07 - Nicklas Lidstrom, Detroit Red Wings
- 2005-06 - Nicklas Lidstrom, Detroit Red Wings
- 2004-05 - No hay temporada por huelga de jugadores
- 2003-04 - Scott Niedermayer, New Jersey Devils
- 2002-03 - Nicklas Lidström, Detroit Red Wings
- 2001-02 - Nicklas Lidström, Detroit Red Wings
- 2000-01 - Nicklas Lidström, Detroit Red Wings
- 1999-00 - Chris Pronger, St. Louis Blues
- 1998-99 - Al MacInnis, St. Louis Blues
- 1998, Rob Blake, Los Angeles Kings
- 1997, Brian Leetch, New York Rangers
- 1996, Chris Chelios, Chicago Blackhawks
- 1995, Paul Coffey, Detroit Red Wings
- 1994, Ray Bourque, Boston Bruins
- 1993, Chris Chelios, Chicago Blackhawks
- 1992, Brian Leetch, New York Rangers
- 1991, Ray Bourque, Boston Bruins
- 1990, Ray Bourque, Boston Bruins
- 1989, Chris Chelios, Montreal Canadiens
- 1988, Ray Bourque, Boston Bruins
- 1987, Ray Bourque, Boston Bruins
- 1986, Paul Coffey, Edmonton Oilers
- 1985, Paul Coffey, Edmonton Oilers
- 1984, Rod Langway, Washington Capitals
- 1983, Rod Langway, Washington Capitals
- 1982, Doug Wilson, Chicago Black Hawks
- 1981, Randy Carlyle, Pittsburgh Penguins
- 1980, Larry Robinson, Montreal Canadiens
- 1979, Denis Potvin, New York Islanders
- 1978, Denis Potvin, New York Islanders
- 1977, Larry Robinson, Montreal Canadiens
- 1976, Denis Potvin, New York Islanders
- 1975, Bobby Orr, Boston Bruins
- 1974, Bobby Orr, Boston Bruins
- 1973, Bobby Orr, Boston Bruins
- 1972, Bobby Orr, Boston Bruins
- 1971, Bobby Orr, Boston Bruins
- 1970, Bobby Orr, Boston Bruins
- 1969, Bobby Orr, Boston Bruins
- 1968, Bobby Orr, Boston Bruins
- 1967, Harry Howell, New York Rangers
- 1966, Jacques Laperriere, Montreal Canadiens
- 1965, Pierre Pilote, Chicago Black Hawks
- 1964, Pierre Pilote, Chicago Black Hawks
- 1963, Pierre Pilote, Chicago Black Hawks
- 1962, Doug Harvey, New York Rangers
- 1961, Doug Harvey, Montreal Canadiens
- 1960, Doug Harvey, Montreal Canadiens
- 1959, Tom Johnson, Montreal Canadiens
- 1958, Doug Harvey, Montreal Canadiens
- 1957, Doug Harvey, Montreal Canadiens
- 1956, Doug Harvey, Montreal Canadiens
- 1955, Doug Harvey, Montreal Canadiens
- 1954, Red Kelly, Detroit Red Wings